# The Heart of Chicago 1967-1997
The Heart of Chicago 1967-1997 è un album di raccolta del gruppo musicale statunitense Chicago, pubblicato nel 1997.

## Tracce
1. You're the Inspiration – 3:49
2. If You Leave Me Now – 3:55
3. Make Me Smile (Single version) – 2:59
4. Hard Habit to Break – 4:44
5. Saturday in the Park – 3:55
6. Wishing You Were Here – 4:35
7. The Only One – 5:59
8. Colour My World – 2:59
9. Look Away – 4:00
10. Here in My Heart – 4:15
11. Just You 'n' Me – 3:42
12. Does Anybody Really Know What Time It Is? (Single version) – 3:19
13. Will You Still Love Me? – 5:41
14. Beginnings – 7:54
15. Hard to Say I'm Sorry/Get Away – 5:05